# Дустлік (станція метро)
41°17′36″ пн. ш. 69°19′21″ сх. д. / 41.29333° пн. ш. 69.32250° сх. д.
Дустлік (узб. Do'stlik — Дружба) — кінцева станція Узбекистонської лінії Ташкентського метрополітену. Наступна станція — Машинасозлар. Відкрита у складі черги Тошкент — Чкаловська.

## Історія
Відкрита 7 листопада 1987. До 5 жовтня 2012 року називалася Чкаловська..

## Розташування
Розташована під рогом вул. Елбека та вул. Алімкентська. виходи до Ташкентського механічного заводу та заводу GM Uzbekistan

## Конструкція
Односклепінна станція мілкого закладення (глибина закладення — 8 м) з однією прямою острівною платформою, має два підземних вестибюля.

## Колійний розвиток
За станцією розташований шестистрілковий тупик, а також колії в електродепо Узбекистон.

## Оздоблення
В архітектурно-художньому рішенні станції застосовані купольні залізобетонні конструкції. Стеля платформи забарвлена в бірюзовий колір, електричні світильники, зроблені з алюмінію, мають райдужний вигляд. Середня частина світильників яскравіша, за їхні краї, що додає залу своєрідний космічний вигляд. При оформленні станції в основному використаний алюміній, покажчики зроблені у вигляді радарів, колони покриті алюмінієм. В одній з бічних стін вестибюля було встановлено зображення, присвячене 50-річчю перельоту з США в Москву через Північний полюс без посадки і барельєф Валерія Чкалова. У жовтні 2012 року ці елементи оформлення були демонтовані. Вестибюль і стіни сходів покриті білим Газганським мармуром, а поверхня підлоги покрита сірим і чорним гранітом. Один з виходів суміщений з прохідною авіаційного заводу ім. Чкалова.

## Пересадки
- Метростанція: Дустлік-2
- Автобуси: 10, 15, 22, 28, 49, 54, 72, 148, 155;
- Маршрутки: 72 м, 115 м, 137 м, 166 м.